# Aures Technologies
Aures Technologies, anciennement Aures Électronique, est une société qui fabrique des solutions informatiques (terminaux point de vente, bornes interactives, etc.) à destination des professionnels du commerce.  Elle est cotée à la bourse de Paris. 

## Histoire
Aures Électronique est créée en 1989. Elle importe et distribue en France tout d'abord des lecteurs de cartes magnétiques.
La société entre en bourse sur le Second Marché de la Bourse de Paris le 23 septembre 1999 en cédant 25 % de son capital,. L'entreprise réalise, en 1999, 10 % de son chiffre d'affaires de 79 millions de francs (soit environ 12 millions d'euros) hors de France. Cette même année, Aures importe et distribue en France sous contrat d'exclusivité des lecteurs de cartes bancaires (terminaux de paiements) ou magnétiques (contrôle d'accès) ainsi que des terminaux pour les points de vente (caisses enregistreuses),.
Le 5 juillet 2001, la société est renommée Aures Technologies.
En 2006, Aures Technologies commence à développer sa propre gamme de produits. La forte croissance du groupe est réalisée notamment grâce aux ventes de caisses enregistreuses tactiles adaptées à la décoration des points de vente. En 2008, plus de 50 % du chiffre d'affaires de 28 millions d'euros consiste dans la vente de ses propres produits sous la marque Posligne.
Début 2013, Aures Technologies achète pour 7,4 millions d'euros son plus gros concurrent sur le marché anglais J2 Retail Systems Technology qui réalise un chiffre d'affaires d'environ 20 millions d'euros. Aures Technologies effectue ainsi un chiffre d'affaires de plus de 50 millions d'euros en 2013 et entre dans le classement des 10 premiers fabricants mondiaux de terminaux point de vente. En 2015, deux tiers des ventes sont réalisées hors de France.
Aures Technologies crée, en 2017, une nouvelle division dédiée aux bornes interactives.
En 2018, Aures Technologies achète, pour 13 millions de dollars, un équipementier informatique de points de vente américain, Retail Technology Group (RTG) qui réalise 40 millions de dollars de chiffre d'affaires, mais avec de faibles marges.